# Amblyrhynchichthys truncatus
Amblyrhynchichthys truncatus és una espècie de peix cipriniforme de la família dels ciprínids.

## Morfologia
- Els mascles poden assolir 40 cm de longitud total.[1][2]

## Alimentació
Menja fitoplàncton, zooplàncton i algues bentòniques.

## Hàbitat
És un peix d'aigua dolça i de clima tropical.

## Distribució geogràfica
Es troba a Àsia: conques dels rius Mekong i Chao Phraya, Sumatra, Borneo i el riu Maeklong.

## Ús comercial
Els exemplars grossos es comercialitzen frescos.